# Hassan Essakali
Hassan Essakali (mort le 27 août 2008 à Rabat) est un comédien marocain.

## Filmographie
- 1957 : Brahim (Le collier de beignets)
- 1997 : Les Amis d'hier
- 1998 : Adieu forain
- 2004 : Le Regard
- 2006 : Chaos
- 2006 : Wake-up Morocco
- 2006 : La Beauté éparpillée
- 2007 : Où vas-tu Moshé ?
- 2007 : Islamour
- 2007 : Casa Negra